# Спецобувь
Спецобувь предназначена для защиты ног от неблагоприятных внешних воздействий, которые могут стать причиной производственных травм. Как правило, спецобувь выдается работнику в качестве индивидуального средства защиты, если его трудовые обязанности так или иначе связаны с потенциальным риском повреждения ног.

## Виды спецобуви
На современном рынке представлена специальная медицинская, строительная обувь, обувь для работников службы охраны и других сервисных служб, для сотрудников пищевых, химических предприятий и так далее.  
Существует классификация спецобуви по форме исполнения: сапоги, сапоги с удлиненным голенищем, сапоги с укороченным голенищем, полусапоги, ботинки, полуботинки, туфли, бахилы, галоши, боты, тапочки (сандалии).

## Требования к спецобуви
Спецобувь изготавливается, исходя из официально принятых стандартов качества. Так, в Евросоюзе принят стандарт по методам испытания спецобуви ISO 20344:2004. Аналогом этого стандарта в России является ГОСТ 12.4.127-83 ССБТ «Обувь специальная. Номенклатура показателей качества.»
Обувь специального назначения должна защищать: 
- от механических воздействий (удары, порезы, проколы, истирание, вибрация),
- от скольжения,
- от повышенных температур,
- от пониженных температур,
- от радиоактивных загрязнений,
- от электрического тока,
- от влаги,
- от токсичных веществ,
- от общих производственных загрязнений,
- от вредных биологических факторов,
- от статических нагрузок.

Специальная обувь должна точно соответствовать размеру и анатомическим особенностям строения стопы, быть комфортной, надежной, износостойкой. Конструкция спецобуви и материал, из которого она изготовлена, не должны содержать в себе вредных веществ или опасных для человека элементов. Важно, чтобы обувь была как можно более легкой по весу и отвечала гигиеническим требованиям по поддержанию нормального микроклимата. 

## Материалы для изготовления спецобуви
Как правило, при изготовлении наружных деталей обуви специального назначения используется натуральная кожа или кожзаменитель. Внутренние же детали могут быть исполнены из меха, синтетических или натуральных тканей. Конечно, идеальным вариантом материала для внутренней отделки обуви будет натуральная кожа, но это не всегда выгодно с материальной точки зрения. Поэтому зачастую можно встретить модели, имеющие подкладку из ткани.
Основным материалом для изготовления специальной обуви является юфть. Это выделанная кожа комбинированного дубления, которая вырабатывается из свиной шкуры или шкуры крупного рогатого скота. Юфтевые кожи различных видов имеют свои особые функциональные характеристики и свойства, но все они обладают хорошей прочностью, экологичностью. Минусом юфти является удовлетворительный показатель эстетичности. Именно поэтому материал более всего востребован при производстве обуви для работы в агрессивной среде, часто — на открытом воздухе. Высокое качество, красивый внешний вид, но более высокую цену имеют хромовые кожи. Также в виду доступной стоимости популярен кожевенный спилок, лицевая разновидность которого идет на верхнюю часть обуви, а бахтармяный спилок — на подкладку. 
Искусственную кожу целесообразно использовать в том случае, если необходимо получить на выходе продукцию с низкой себестоимостью. Любые сорта искусственной кожи уступают по своим характеристикам и эксплуатационным свойствам натуральному материалу. Поэтому рекомендуется использовать кожзаменитель только при изготовлении незначительных деталей конструкции обуви специального назначения.      
Для производства подошвы применяют следующие виды современных материалов: нитрил, полиуретан, поливинилхлорид (ПВХ), термоэластопласт. Выбор того или иного варианта зависит от особенностей предполагаемой среды эксплуатации обуви специального назначения. Так, нитрил характеризуется очень широким диапазоном выдерживаемых температур ( – 40 до + 200 С°), хорошей износостойкостью и стойкостью к воздействию агрессивных веществ, отличным сцеплением с почвой, неприхотливостью в уходе. К недостаткам нитрила можно отнести большой вес, относительно высокую стоимость, сложность производства. Полиуретан — это очень легкий, практичный, стойкий, материал. Но он чуток к воздействию низких температур, недолговечен, может подвергаться воздействию грибка, к тому же, подошва из ПУ скользит. Поливинилхлорид на сегодняшний день действительно прост в изготовлении, такие подошвы не скользят, но они не смогут выдержать очень низкие температуры, агрессивную среду эксплуатации. Подошва из ПВХ долго не прослужит и будет причинять дискомфорт своим довольно большим весом. Термоэластопласт износостоек, имеет хорошие показатели сцепления с почвой, широкий температурный рабочий диапазон (–100 до +100 С°), но ограничен во взаимодействии с маслами и бензином.      
Важным показателем качества зимней или демисезонной обуви специального назначения является утеплитель. В данном вопросе существует типичное разделение материалов по категории качества. Современное обувное производство предлагает в качестве утеплителя натуральный, искусственный мех или синтетические материалы. Конечно, наиболее ценными качествами обладает натуральный мех, но он имеет высокую стоимость.

## ГОСТы
- ГОСТ 12.4.103-83 ССБТ. Обувь специальная. Номенклатура показателей качества. (недоступная ссылка)
- ГОСТ 12.4.033-77 Обувь специальная кожаная для защиты от скольжения на зажированной поверхности. Технические условия. (недоступная ссылка)
- ГОСТ 28507-90 Обувь специальная кожаная для защиты от механических воздействий. Общие технические условия. (недоступная ссылка)
- ГОСТ 12.4.104-81 ССБТ. Обувь специальная кожаная. Метод определения суммарного теплового сопротивления. (недоступная ссылка)
- ГОСТ 12.4.106-81 ССБТ. Обувь специальная кожаная. Метод определения прочности крепления наружных защитных носков. (недоступная ссылка)
- ГОСТ 12.4.137-84 Обувь специальная для защиты от нефти, нефтепродуктов, кислот, щелочей,нетоксичной и взрывоопасной пыли. (недоступная ссылка)
- ГОСТ 12.4.138-84 ССБТ. Обувь специальная кожаная. Метод определения коэффициента снижения прочности крепления деталей низа от воздействия повышенных температур. (недоступная ссылка)
- ГОСТ 12.4.162-85 ССБТ. Обувь специальная из полимерных материалов для защиты от механических воздействий.Общие технические требования. Методы испытаний. (недоступная ссылка)
- ГОСТ 12.4.165-85 ССБТ. Обувь специальная кожаная. Метод определения коэффициента снижения прочности крепления от воздействия агрессивных сред. (недоступная ссылка)
- ГОСТ Р 12.4.187-97 Обувь специальная кожаная для защиты от общих производственных загрязнений. Общие технологические условия. (недоступная ссылка)
- ГОСТ 28507-90 Обувь специальная кожаная для защиты от механических воздействий.Общие технические условия. (недоступная ссылка)
- ГОСТ 12.4.050-78 ССБТ. Обувь специальная валяная для защиты от повышенных температур.Технические условия. (недоступная ссылка)
- ГОСТ 12.4.032-77 Обувь специальная кожаная для защиты от повышенных температур.Технические условия. (недоступная ссылка)
- ГОСТ 12.4.076-90 ССБТ. Материалы для специальной кожаной обуви. Номенклатура показателей качества. (недоступная ссылка)
- ГОСТ 7296-81 Обувь. Маркировка, упаковка, транспортирование и хранение. (недоступная ссылка)
- ГОСТ 12265-78 Сапоги резиновые формовые, защищающие от воды, нефтяных масел и механического воздействия.Технические условия. (недоступная ссылка)
- ГОСТ 12.4.072-79 Сапоги специальные резиновые формовые, защищающие от нефти, нефтепродуктов и жиров.Технические условия. (недоступная ссылка)
- ГОСТ 5375-79 Сапоги резиновые формовые. Технические условия. (недоступная ссылка)
- ГОСТ 13385-78 Обувь специальная диэлектрическая из полимерных материалов.Технические условия. (недоступная ссылка)
- ГОСТ 18724-88 Обувь валяная грубошерстная.Технические условия. (недоступная ссылка)